# Thaddeus Kosciuszko National Memorial

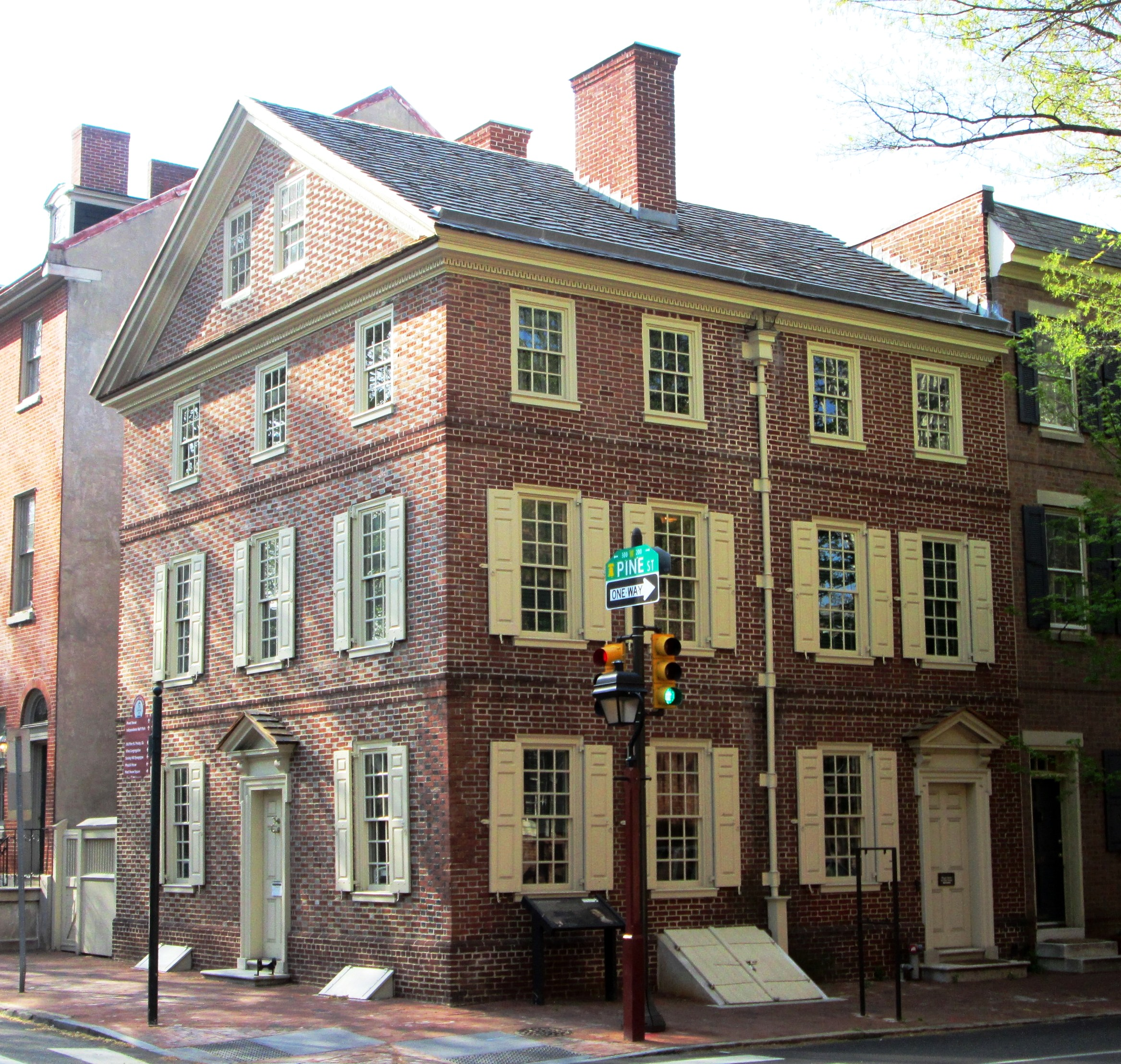
Aktualny wygląd budynku Thaddeus Kosciuszko National Memorial w Filadelfii

Muzeum narodowe pamięci Tadeusza Kościuszki (ang. Thaddeus Kosciuszko National Memorial) to amerykańskie muzeum poświęcone pamięci bohatera narodowego Polski i Stanów Zjednoczonych, Tadeusza Kościuszki. Muzeum znajduje się pod adresem 301 Pine Street w Filadelfii, w domu w którym w drugiej połowie XVIII wieku mieszkał Tadeusz Kościuszko.
Dom został wpisany do narodowego rejestru miejsc historycznych w USA 18 grudnia 1970 roku. Dnia 21 października 1972 roku Kongres Stanów Zjednoczonych podniósł je do rangi pomnika narodowego (ang. national memorial) pod zarządem National Park Service. Muzeum jest najmniejszą jednostką w gestii National Park Service, całkowita powierzchnia znajdująca się pod ochroną wynosi 81 metrów kwadratowych.